# Удоха (Псковская область)
Удоха — деревня в северной части Порховского района Псковской области. Входит в состав сельского поселения «Дубровенская волость».

## География
Расположена на берегу реки Удоха, в 17 км к северу от города Порхов.

## Население
Численность населения на конец 2000 года составляла 158 жителей.

## История
Впервые упоминается в  1498 году,в Писцовой книге Шелонской пятины как деревня Удуха Болшая и Удуха Меншая.
В  1712 году, в Перечневых книгах с переписных книг Новгородского уезда Шелонской пятины Залесской половины упоминается деревня Удоха помещиков Косицыных.
До 3 июня 2010 года деревня входила в состав ныне упразднённой Демянской волости (с центром в д. Боровичи), которая была объединена с Дубровенской волостью (с центром в д. Дубровно) в Дубровенскую волость с новым центром в д. Боровичи.